# Перерив
Перерів — село в Україні, у Матеївецькій сільській громаді Коломийського району Івано-Франківської області.

## Історія
Згадується в книгах галицького суду 
в тексті від 1 липня 1443 року. Наступна згадка — датована 1469 р. (Част. В, с.30).

## Населення

### Мова
Розподіл населення за рідною мовою за даними перепису 2001 року:
| Мова       | Кількість | Відсоток |
| ---------- | --------- | -------- |
| українська | 663       | 99.70%   |
| російська  | 1         | 0.15%    |
| румунська  | 1         | 0.15%    |
| Усього     | 665       | 100%     |

## Світлини

## Відомі люди
- Бобонич Володимир — різьбяр[4].
- Мельничук Василь Андрійович — обласний провідник ОУН Станіславщини у 1941—1942.
- Козланюк Петро Степанович — український радянський письменник, публіцист, комуніст від КПЗУ.
- Жупанський Ярослав Іванович — доктор географічних наук.